# Carmania
La Carmania (in greco antico, Καρμανία) era una regione dell'Impero achemenide e, in seguito, dell'impero sasanide. La regione corrisponde approssimativamente all'odierna provincia di Kerman in Iran. In epoca classica questa regione era nota come Carmania, o Kermania, o Germania o Žermanya, tutti significavano "popolo coraggioso e combattente". Nulla di specifico si sa sui confini della Carmania, che potrebbero essere cambiati nel tempo. Non viene mai menzionata come provincia separata nelle iscrizioni reali achemenidi (potrebbe aver fatto parte della Perside) sebbene sia menzionata da Arriano. Secondo Berosso (Babyloniaca, III, 4), dopo la conquista di Babilonia nel 539 a.C. Ciro esiliò il deposto re Nabonedo in Carmania, dove questi passò il resto della sua vita e morì. All'epoca di Alessandro Magno era una satrapia sulla costa del Golfo Persico, situata a ovest di Hormoz; a est confinava invece con la Gedrosia. Alcuni autori, come Tolomeo, chiamavano i deserti del Nord, che si estendevano dalla Partia all'Aria, Carmania deserta, apparentemente per distinguerli dalla Carmania proper, che era una regione coltivata e fertile.

## Fonti
- Encyclopaedia Iranica, su iranica.com. URL consultato il 13 ottobre 2008 (archiviato dall'url originale il 18 novembre 2007).